# La Fèsta de l'Issanka
Festa dé l'Issanka és una cançó tradicional de Seta.
Aquesta cançó expressa l'optimisme natural dels Setòris i marca tots els aspectes més destacats de la vida local. És tradicional que sigui cantada pels convidats en un àpat o per la multitud en grans reunions públiques.
La lletra és de Michel Pino (1851-1901). La música composta per Désiré Servel, nascut a Clarmont d'Erau el 16 decembre 1833, que era professor de música al conservatori de Sète i morí el 3 març, deixant una abundant producció d'òperes, misses, romanços, danses. i unes 260 cançons...
Aquesta cançó va ser gravada per los Moures de Porc,i Aqueles.
Issanka és un parc a Hérault.